# Deltamethrin
Deltamethrin je pyrethroid používaný jako insekticid.

## Použití
Výrobky s deltamethrinem patří mezi nejpopulárnější a široce používané insekticidy na světě. Ve Spojených státech amerických se staly velmi populární v posledních 5 letech.[kdy?] Deltamethrin patří do jedné z nejbezpečnějších tříd pesticidů – syntetických pyrethroidů. I přesto je pro vodní organismy, zvláště ryby, velmi toxický a proto je třeba dávat extrémní pozor při používání poblíž vody.
Deltamethrin má širokou škálu použití, od zemědělství, po použití v domácnostech. Je nástrojem při prevenci proti šíření nemocí přenášených klíšťaty, parazitujícími na psounech stepních, hlodavcích a jiných norujících zvířatech. Je užitečný při potírání a prevenci proti mnoha škůdcům, zvláště proti mšicím, pavoukům, blechám, klíšťatům, dřevokazným mravencům, drvodělkám, švábům a štěnicím. Deltamethrin je jednou z hlavních složek prášku proti mravencům.

## Boj proti malárii
Deltamethrin hraje klíčovou roli v boji proti vektorům malárie a používá se při výrobě dlouhodobě účinných insekticidních moskytiér. Používá se jako jeden ze sady pyrethroidových insekticidů při potírání přenašečů malárie, zvláště Anopheles gambiae a Aedes aegyptii, a jakožto jeden z nejpoužívanějších pyrethroidových insekticidů jej lze používat současně s permethrinem, cypermethrinem nebo organofosfátovými insekticidy (např. malathionem nebo fenthionem), anebo místo nich. Rezistence na deltamethrin (a podobné látky) je však již široce rozšířená a ohrožuje úspěch celosvětových programů boje proti vektorům malárie.
Nedávno[kdy?] byla v Jižní Africe nalezena rezidua deltamethrinu v mateřském mléce, společně s DDT, v oblastech, kde se používalo DDT při boji s malárií a pyrethroidy v drobném zemědělství.

## Rezistence na deltamethrin
Rezistence byla zjištěna u několika důležitých přenašečů malárie, včetně Anopheles gambiae. Metody rezistence zahrnují zesilování kutikuly (což znamená sníženou průchodnost pro insekticid), metabolickou rezistenci zvýšenou aktivitou monooxidáz P450 a glutathion-S-transferáz a mutace sodíkového kanálu kdr tak, že je insekticid neúčinný, a to i když je použita přísada piperonylbutoxid. Charakterizace různých forem rezistence se stala nejvyšší prioritou skupin studujících tropickou medicínu vzhledem k vysoké mortalitě v endemických oblastech.

## Toxicita

### Člověk
I když se deltamethrin snadno používá a je velmi účinný, měl by se vždy aplikovat s opatrností. Vždy je potřeba dodržovat návod přiložený u insekticidu. Při nevhodném použití může dojít k otravě.
Protože deltamethrin je neurotoxin, napadá nervový systém. Kontakt s kůží může způsobit pálení a zarudnutí zasaženého místa. Při zasažení očí nebo úst je běžným příznakem parestezie obličeje, kdy se mohou objevit různé neobvyklé pocity, například pálení, znecitlivění, píchání, mravenčení apod.
Neexistuje žádný protijed, léčba je pouze symptomatická podle doporučení lékaře. Deltamethrin je postupem času metabolizován, přičemž rychle ztrácí toxicitu, a je vyloučen z těla. Pro rady ohledně léčby vždy ihned kontaktujte svého lékaře nebo toxikologické centrum.

### Domácí zvířata
Byly zaznamenány případy otravy tura domácího následující po aplikaci zemědělských přípravků s deltamethrinem proti klíšťatům. Příznaky se objevily za 36 hodin po aplikaci. Byl přítomen svalový třes a v jeho důsledku (ležící zvířata) o 12 hodin později proleženiny. Po 12 hodinách došlo ke spontánnímu zotavení a zvířata se mohla opět postavit. Avšak svalový třes přetrval. Tělesná teplota byla 38,3 °C (normální oblast je 38 až 39,5 °C). Je toxický pro kočky.